# Nudism

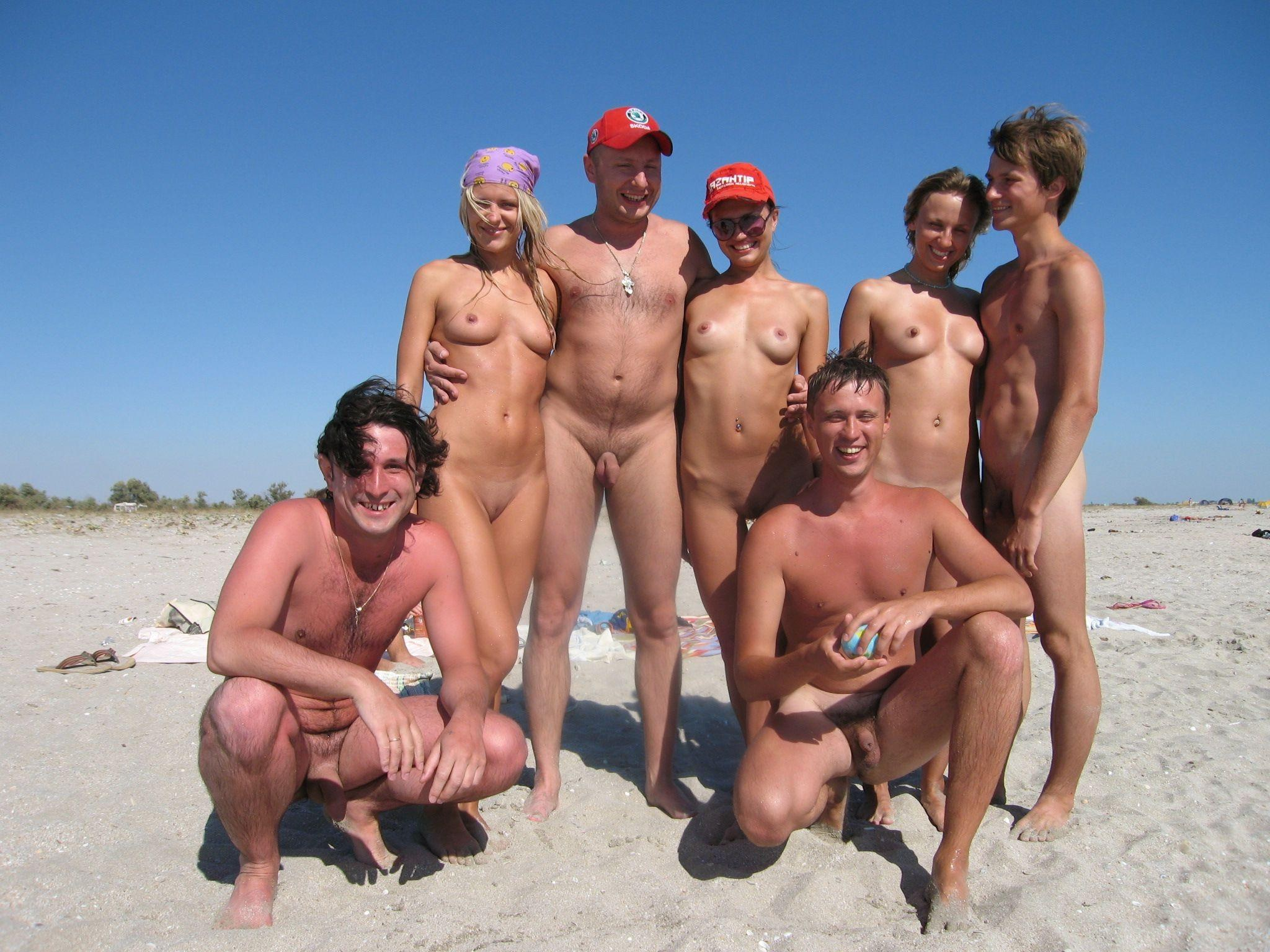
Grup de nudiști la plajă

Nudismul sau naturismul este o mișcare culturală care promovează practica nudității sociale în spații publice sau private.
Mișcarea include mai multe variante, principalele fiind "nudismul" și "naturismul". Uneori acești termeni se confundă, iar folosirea lor diferă în funcție de zona geografică, europenii preferând în general "naturism", în timp ce în Statele Unite se folosește "nudism". 
Activitățile se desfășoară în contexte sociale non-sexuale, participanții fiind persoane de toate vârstele, deseori familii.
Per total, 12% din populația Globului practică nudismul.
Germania și Austria sunt țările cu cei mai mulți nudiști din lume, potrivit unui sondaj realizat anual de Expedia. 28% din nemți și la fel de mulți austrieci nu au nicio problemă să facă plajă fără costum de baie când merg în vacanță.

## Filosofie și controverse
Nudiștii nu consideră că nuditatea este degradantă, imorală sau indecentă, argumentând că nudismul este o stare naturală, deoarece omul se naște în stare nudă.
Filosofia naturistă promovează respectul pentru propriul corp, grija pentru sănătatea proprie și prețuirea contactului cu elementele naturii. Naturiștii au convingerea că expunerea corpului nud oferă numeroase beneficii asupra sănătății fizice și psihice și că permite o mai bună acceptare propriei persoane și a semenilor.
Prin nudism se promovează un înalt grad de libertate asociat ființei umane, o libertate prezentă atât în înfățișarea lor, precum și în personalitatea acestora, o personalitate integră și puternică.

## Locuri și activități
Din motive culturale și climatice, nudismul se practică mai ales în timpul verii, pe plaje libere sau special amenajate, în tabere de vacanță sau centre termale și de recreere, precum și în stațiunile montane, în locuri mai discrete.
Activitățile tipice practicate de către naturiști sunt băile de soare, odihna, plimbările, sporturile și alte activități recreative. 
Există o practică naturistă mai radicală, care presupune îndepărtarea parțială sau totală a pilozității corpului (în special a părului pubian), numită smooth naturism (nu există o traducere în limba română), iar practicanții ei se numesc smoothies. Majoritatea adepților acestei practici invocă motive igienice sau estetice.

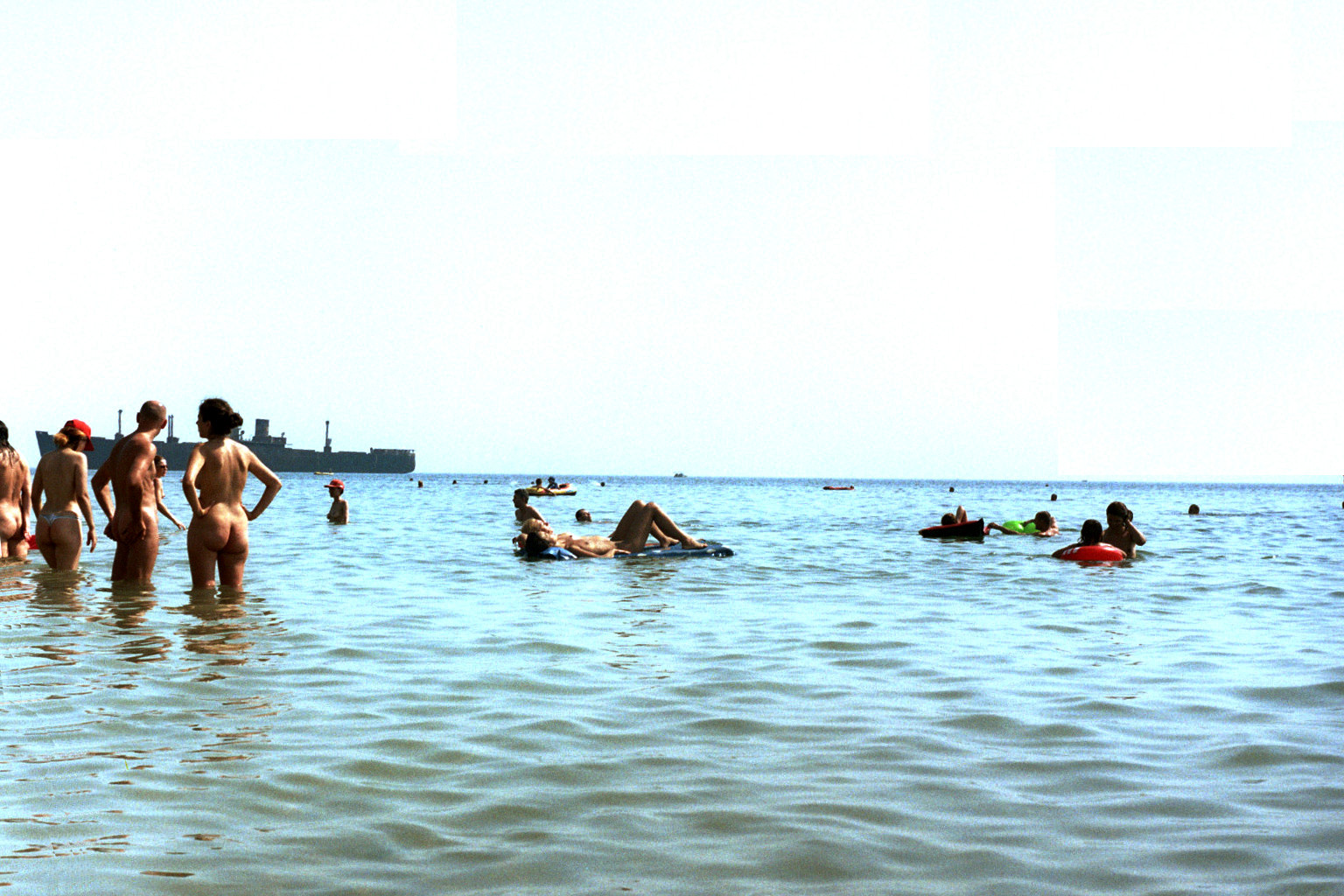
Plaja nudistă de la Costinești cu epava

### În România
În România locurile dedicate nudismului sunt puține. 
Ele sunt situate pe litoralul: Mării Negre, în majoritatea stațiunilor de vacanță. Cele mai cunoscute plaje de nudiști sînt la: De la nord la sud
- Mamaia
- Eforie Nord
- Eforie Sud
- Costinești: Înainte de 1990, stațiunea Costinești, mai exact spre nord, în dreptul cunoscutei epave, era unul dintre puținele locuri unde se putea practica nudismul.
- 2 Mai
- Vama Veche

## Istoria naturismului
Culturile străvechi, precum cea romană sau greacă, aveau a atitudine complet diferită față de corpul uman nud, în comparație cu concepțiile actuale. De fapt, cuvântul "gymnasium" vine de la grecescul "gymnos", care înseamnă "nud", pentru că atleții participau la întrecerile sportive dezbrăcați.
Tabu-urile vizavi de nuditate s-au dezvoltat de-a lungul timpului, oamenii obișnuindu-se cu hainele din motive practice, în climatele reci sau deșertice. Obișnuința s-a imprimat adânc în cultură și s-a transformat în obligativitate. O contribuție majoră au avut și dogmele religioase care condamnă goliciunea trupească.
Primul club cunoscut de nudism, "Freilichtpark", a fost deschis la Hamburg în 1903
de către Paul Zimmerman. În aceeași perioadă un alt german, Dr. Heinrich Pudor, a publicat o carte intitulată "Nacktcultur", în care se discută despre beneficiile nudității și se susține practicarea jocurilor sportive fără îmbrăcămintea stînjenitoare.
Mișcarea nudistă a câștigat teren în Germania anilor 1920, sub denumirea Freikörperkultur (FKK), dar a fost suprimată odată cu venirea la putere a lui Adolf Hitler.
În Statele Unite, imigrantul german Kurt Barthel a organizat în 1929 primul eveniment nudist în împrejurimile orașului New York, și a fondat "American League for Physical Culture" (Asociația Americană pentru Cultură Fizică).
După Al Doilea Război Mondial mișcarea nudistă s-a răspândit rapid și a devenit populară în Franța, Anglia și Italia.  
În anii următori, naturismul a pătruns în majoritatea țărilor democratice din lume. În peste 30 de state există o asociație națională afiliată la "International Naturist Federation" (INF/FNI).
Numărul naturiștilor din Europa este estimat la peste 20 milioane, cu circa 600 organizații naturiste (tabere și camping-uri turistice) și numeroase plaje (peste 200 numai în Spania). 
În Franța există circa 160 structuri naturiste.